# Thor Axelsson
Ture Wilhelm Axelsson, detto Thor (3 luglio 1921 – 2 agosto 2012), è stato un canoista finlandese.

## Palmarès

### Giochi olimpici
- Bronzo a Londra 1948 nel K2 1000 metri
- Bronzo a Londra 1948 nel K2 10000 metri

### Campionati mondiali
- Oro a Londra 1948 nel K2 500 metri